# Ironsides
Ironsides (ang. dosł. Żelaznobocy) – wyborowa jazda wojsk parlamentu z czasów angielskiej wojny domowej.

## Geneza i rozwój
Oddziały tej doborowej kawalerii zostały rozwinięte z niewielkiego oddziału sformowanego przez Olivera Cromwella spośród chłopów pochodzących z jego dóbr ziemskich. Pomysł stworzenia dobrze wyszkolonej i zdyscyplinowanej konnej siły bojowej powstał po zaskakującej porażce sił parlamentu pod Edgehill jesienią 1642, gdzie Cromwell jako kapitan na czele własnego 60-osobowego szwadronu, był świadkiem oczywistej przewagi kawalerii rojalistów. W wyniku energicznej akcji werbunkowej we wschodniej Anglii, sformowany regiment liczył wiosną następnego roku ok. 800 ludzi zgrupowanych w 12 szwadronów. Pod koniec 1643 rozrósł się do 1100-1200 żołnierzy w 14 szwadronach, będąc dwakroć liczniejszy od innych regimentów wojsk tzw. Związku Wschodniego (Eastern Association). Ćwiczenie tej jazdy stworzonej w myśl powiedzenia Cromwella, że „najlepsza broń w wojnie to człowiek na koniu”, odbywało się na rozległych wrzosowiskach Lincolnshire.

## Charakter społeczny
Naboru dokonywano wśród średnich warstw społecznych, ludzi bardzo religijnych i oddanych sprawie wojny z rojalistami (zazwyczaj purytanów). Ochotników rekrutowano głównie spośród tzw. yeomanów: wolnych chłopów, dzierżawców i drobnych właścicieli ziemskich. Prostych ludzi nie brakowało nawet w kadrze dowódczej. Przyjmowanym do służby stawiano wysokie wymagania moralne, regulaminem zobowiązując do całkowitego posłuszeństwa, z przewidywaniem surowych kar za brak dyscypliny i demoralizację. W rezultacie Żelaznobocy „byli ludźmi o znaczącej pozycji społecznej, postaciami szanowanymi w społeczności”.
Po przywróceniu panowania Stuartów, zgodnie z aktem rojalistycznego parlamentu (tzw. Cavalier Parliament) oddziały te zostały rozwiązane w 1661 po paradzie, jaką na zakończenie służby pozwolono im odbyć na londyńskim Tower Hill. Wkrótce potem wysoki status i respekt dla Żelaznobokich należały do przeszłości.   

## Udział w walkach

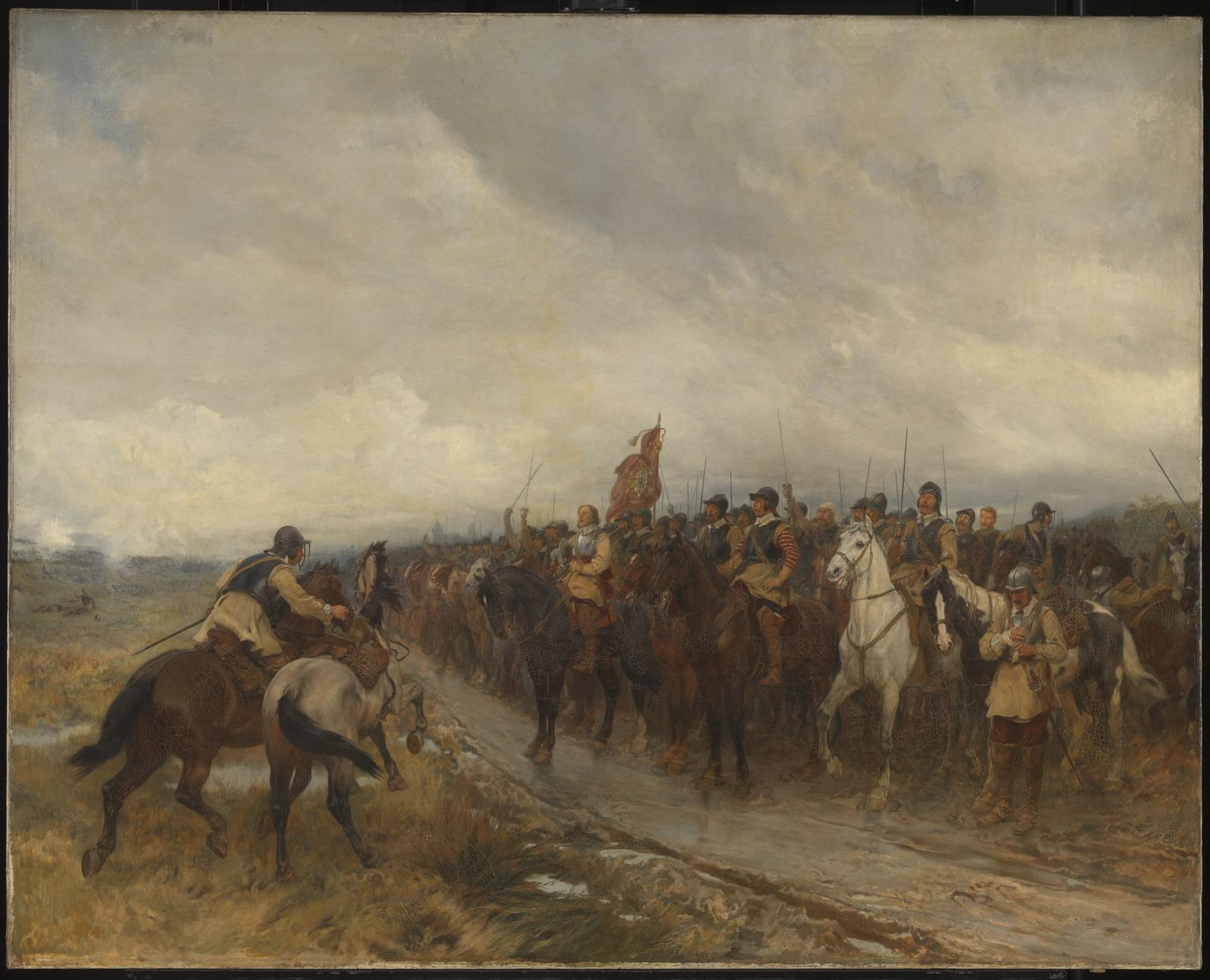
Cromwell na czele „Żelaznobokich” pod Dunbar (mal. A. Carrick Gow, 1886)

W służbie parlamentu jednostka przeszła chrzest bojowy pod Grantham (13 maja 1643), gdzie ostrą szarżą odniesiono pierwsze zwycięstwo nad jazdą „kawalerów”. Sukces powtórzono pod Gainsborough w lipcu i pod Winceby w październiku tegoż roku. 
Jazda Cromwella szczególnie chwalebnie zaznaczyła swój udział w zaciętej bitwie na Marston Moor, w której rozbiła i zadała ostateczny cios kawalerii rojalistów pod wodzą księcia Ruperta, i po której zyskała miano „żelaznobokich”. Pokonany Rupert miał je nadać samemu Cromwellowi lub (według innej wersji) jego kawalerzystom pod wrażeniem okazanej przez nich nieustępliwości, odporności i odwagi.
Walory Ironsides potwierdziła w następnych latach rola, jaką odegrali w kolejnych wielkich starciach pod Naseby (1645), Dunbar (1650) i w ostatniej bitwie pod Worcester (1651). Nazwą tą objęto później wszystkich kawalerzystów Cromwella, a z biegiem czasu – całą jego armię. Powstającą od wiosny 1645 armię nowego wzoru (New Model Army) tworzono bowiem już na wzór włączonych w jej skład cromwellowskich oddziałów i według tych samych zasad.
Historycy wojskowości zwrócili uwagę, że w taktyce zachodnioeuropejskiej sposób atakowania rozpędzoną masą kawalerii, doprowadzili do perfekcji kawalerzyści Cromwella.           
Dla upamiętnienia niezwykle odpornych żołnierzy nazwę tę przywiązano do lekkiego rozpoznawczego samochodu pancernego Humber I z okresu II wojny światowej, popularnie zwanego Ironside. 